# Hugh Low
Hugh Low (1824-1905) est un naturaliste et administrateur colonial britannique. Envoyé à Bornéo en 1844 par son père afin de collecter plantes et graines pour la pépinière Hugh Low & co de Clapton (Angleterre), il demeura à Bornéo jusqu’en 1876 en tant que naturaliste (surtout spécialiste en orchidées) et gouverneur de Labuan de 1866 à 1867. Puis de 1877 à 1889 il résida dans le Perak (Péninsule malaise). Il fit trois ascensions du mont Kinabalu, la première en mars 1851 (découverte de Nepenthes rajah) et deux autres, en 1858, avec Spencer Saint-John. Un Nepenthes porte son nom, Nepenthes lowii, dédié par William Jackson Hooker (1785-1865) en 1859, ainsi qu’un pic du mont Kinabalu (Low's Peak).
Son Journal de 1877 est publié par Emily Sadka en 1955.